# Naše řeč
Naše řeč je český recenzovaný vědecký časopis věnovaný češtině jako mateřskému jazyku. Časopis vychází od roku 1916. Vydavatelem je Ústav pro jazyk český Akademie věd České republiky, v. v. i., zkráceně Ústav pro jazyk český AV ČR, v. v. i. (příp. ÚJČ). Časopis v současné době vycházel obvykle pětkrát do roka; od roku 2025 vycházejí čtyři čísla ročně.
První ročník časopisu byl vydán v roce 1916 a vyšlo 10 čísel. Jako vydavatel byla v prvních číslech zmiňována III. třída České Akademie císaře Františka Josefa pro vědy, slovesnost a umění.[zdroj?]
Naše řeč přináší česky, anglicky a výjimečně i slovensky psané studie o současné češtině a jejím historickém vývoji. Věnuje se otázkám české gramatiky a slovní zásoby, problémům pravopisu, české stylistice obecně i jazyku jednotlivých literárních děl, textové lingvistice a také spisovné varietě češtiny ve vztahu k jazykovým útvarům ostatním. Tematizuje otázky jazykové kultury češtiny i jazykové kultury obecně a zřetel k vývojové dynamice češtiny, k problémům úzu, normy a kodifikace. Časopis rozvíjí diskuse na aktuální jazykovědná témata.
Kromě původních odborných studií přináší Naše řeč recenze a zprávy o novinkách české a zahraniční literatury a informuje o domácích i zahraničních vědeckých aktivitách. Specialitou časopisu je rubrika „Drobnosti“, která přináší původní vysvětlení nebo řešení konkrétního jazykového problému; obvykle se týká jednotlivého slova nebo omezeného souboru výrazů, někdy vykládá původ slov, komentuje jejich význam, stav v úzu apod. „Drobnosti“ mají obsahem, kompozicí a formálními náležitostmi charakter odborné studie, jejich zaměření je však případové. Na konci každého čísla časopisu je připojen zpravidla jeden jazykový dotaz z jazykové poradny Ústavu pro jazyk český a odpověď na něj.
Studie a drobnosti posuzují vždy alespoň dva recenzenti, recenze a kratší zprávy zpravidla jeden recenzent. Dotaz z jazykové poradny a odpověď na něj recenzním řízením neprocházejí. Recenzní řízení je vždy oboustranně anonymní. Všechny studie jsou opatřeny anglickým abstraktem, českými a anglickými klíčovými slovy a adresou autora.
Naše řeč je citována v databázích ERIH Plus (The European Reference Index for the Humanities and the Social Sciences), Central and Eastern European Academic Source (EBSCO), Central European Journal of Social Sciences and Humanities (Academy of Sciences of the Czech Republic, Hungarian Academy of Sciences, Polish Academy of Sciences and Slovak Academy of Sciences) a Bibliografie české lingvistiky (Ústav pro jazyk český AV ČR).
Bibliografické oddělení ústavu posílá dlouhodobě bibliografické příspěvky zahrnující články z Naší řeči do těchto mezinárodních bibliografií:
- Linguistic Bibliography/Bibliographie linguistique (Leiden, Nizozemsko) – s anglickými klíčovými slovy a abstraktem;
- Bibliografia Jȩzykoznawstwa Slawistycznego (Varšava, Polsko) – anotováno česky;
- Modern Language Association of America – International Bibliography. Vol. 3: Linguistics (New York, USA) – s angl. klíčovými slovy;
- Year's Work in Modern Language Studies, kap. Czech studies: Language (Londýn, Velká Británie) – anotováno anglicky.[1]

Od r. 2023 je Naše řeč volně přístupná v režimu Open Acces na stránkách časopisu nebo v digitální knihovně Kramerius. Kromě toho je k dispozici online v databázi CEEOL a v digitální knihovně AV ČR.  Webová stránka časopisu je archivována ve WebArchivu – archivu českého webu.
Od roku 2023 je vedoucím redaktorem časopisu Martin Beneš, výkonnou redaktorkou Hana Mžourková a redaktory jsou Jakub Sláma a Ivana Svobodová.